# 雲杜姆
雲杜姆（英語：Yundum）是西非國家岡比亞的城鎮，由西部區負責管轄，位於該國西部岡比亞河南岸，距離該國最大城市薩拉昆達約10公里，毗鄰班珠爾國際機場。
13°22′N 16°39′W / 13.367°N 16.650°W